# Raškoviće
Raškoviće (Servisch cyrillisch Рашковиће) is een plaats in de Servische gemeente Sjenica. De plaats telt 164 inwoners (2002).